# Michael Schöch
Michael Schöch (* 1985 in Innsbruck) ist ein österreichischer Organist, Pianist und Musikpädagoge.

## Leben und Wirken
Michael Schöch erhielt seit seinem fünften Lebensjahr Klavierunterricht. Ab seinem zwölften Lebensjahr spielte er zudem Orgel, zunächst in der Pfarrkirche seiner Heimatgemeinde Mils. Von 2001 an erhielt er auch Unterricht an der Orgel, ab 2005 bei Edgar Krapp an der Hochschule für Musik und Theater München, den er 2009 mit einer Diplomprüfung und der Note „sehr gut“ abschloss. Zwei Jahre lang besuchte er die Meisterklasse für Orgel, die er ebenfalls erfolgreich beendete. Parallel studierte er Klavier am Tiroler Landeskonservatorium in Innsbruck bei Bozidar Noev, wo er das künstlerische Diplom mit Auszeichnung bestand. Anschließend studierte er an der Münchener Musikhochschule bei Gerhard Oppitz; wie im Fach Orgel machte Schöch 2009 sein Diplom und 2011 das Meisterklassendiplom im Fach Klavier mit Auszeichnung. Er ist Preisträger verschiedener Wettbewerbe; 2011 gewann er als erster Organist nach bis dato 40 Jahren den Internationale Musikwettbewerb der ARD.
Schöch konzertierte sowohl in großen Kathedralen wie dem Speyerer Dom, dem Passauer Dom, dem Mainzer Dom und dem Dom zu Riga als auch in Konzerthäusern wie dem   Gewandhaus Leipzig, dem Wiener Konzerthaus, der Semperoper, der Berliner Philharmonie, der Philharmonie im Gasteig und im Herkulessaal München sowie bei Festspielen wie  der Internationalen Orgelwoche Nürnberg, dem Bachfest Schaffhausen und dem Richard-Strauss-Festival. Er arbeitete dabei auch mit bekannten Orchestern zusammen, zum Beispiel mit dem Stuttgarter Kammerorchester, dem Symphonieorchester des Bayerischen Rundfunks, dem Deutschen Symphonie-Orchester Berlin, den Nürnberger Symphonikern und dem Tiroler Symphonieorchester Innsbruck.
Aufnahmen erfolgten von Rundfunkanstalten wie ORF, BR, SWR und Deutschlandradio sowie auf CD, darunter eine Einspielung des gesamten Klavier- und Orgelwerkes von Julius Reubke.
Seit 2015 ist Schöch Leiter der Orgelklasse am Tiroler Landeskonservatorium in Innsbruck.

## Stipendien (Auswahl)
- 2004: Förderpreis Brigitte Fassbaender
- 2008: Stipendium des DAAD
- 2009: Stipendium des Richard-Wagner-Gesellschaft, München[3]

## Auszeichnungen
- 2007 1. Preis beim Internationalen Klavierwettbewerb „Franz Schubert“ in Russe in Bulgarien[2]
- 2008 1. Preis beim Internationalen Orgelwettbewerb „August Everding“ in München[2]
- 2010 2. Preis beim Internationalen Franz-Schmidt-Orgelwettbewerb in Kitzbühel
- 2011 1. Preis beim Wettbewerb um den Kulturpreis Gasteig in München
- 2011 1. Preis beim Internationalen Musikwettbewerb der ARD in München[2]